# Pehr Eklund
Pehr Gustaf Eklund, född den 2 mars 1846 i Lund, död den 29 december 1911 i Lund, var en svensk teolog och präst. Han var domprost i Lund och professor vid Lunds universitet. 
Eklund blev 1868 filosofie doktor, docent i exegetik vid Lunds universitet 1872, extraordinarie professor i symbolik och moralteologi 1882, professor i dogmatik och moralteologi 1890 samt förste teologie professor och domprost i Lund 1893, samma år som han blev teologie doktor.
När Eklund efter filologiska studier började sin teologiska bana, anslöt han sig närmast till Hans Lassen Martensen. Senare tog han inflytande från teologer som Friedrich Schleiermacher och Albrecht Ritschl utan att för den saken skull förändra sin grunduppfattning. Bland hans verk märks arbetena Den apostoliska tron (1897–1899) och Evangelisk fadervårsdyrkan (1904–1905).
Eklund var inspektor för Kristianstads nation, Lund. Han är begravd på Norra kyrkogården i Lund. Pehr Eklund var son till prosten Pehr Eklund och Bothilda Elisabeth Sjöström. Han gifte sig 1874 med Catharina-Maria Lovén (1848–1914), dotter till Nils Henrik Lovén och Ulrika Elisabeth Liljewalch. De var föräldrar till Pehr Eklund och svärföräldrar till Erling Eidem.

## Tryckta skrifter
Se "Domprosten Pehr Eklunds tryckta skrifter", förteckning i Skrifter tillägnade Pehr Eklund, Lund 1911, s. 753-758.